# 羅友禮
羅友禮，SBS（1941年5月21日—），香港商人，在香港出生，維他奶創辦人羅桂祥的兒子，現為維他奶國際董事會主席；大家樂及大快活創辦人羅騰祥及羅芳祥是其叔父。

## 學歷
- 聖士提反書院[2]
- 伊利諾大學食物科學理學學士學位（1961年至1965年）[1]
- 康乃爾大學食物科學理學碩士學位（1965年至1967年）[1]

## 曾任董事的上市及非上市公司
- 維他奶國際執行主席
- 東亞銀行獨立非執行董事
- The East AsiaticCompany Ltd. A/S 董事
- 平平置業有限公司董事

## 曾任公職
- 全國政協委員
- 香港科技大學顧問委員會榮譽委員
- 康乃爾大學校董會終身會員
- 香港外展信託基金會副會長
- 香港特別行政區第一屆政府推選委員會委員

## 榮譽
- 銀紫荊星章